# 56 (عدد)
56 (ست وخمسين) هو عدد صحيح  يلي العدد 55 ويسبق العدد 57 وهو عدد طبيعي موجب.

## في اللهجة العراقية
56 هو اسم عدد، يوصف به المحتال في اللهجة العراقية، وهو مصطلح حديث، أصله من إحدى مواد قانون العقوبات المرقمة 456، المتعلقة بالاحتيال.